# 日晚
《日晚》（：／ Ilbam）是韓國MBC電視台在當地時間下午6點20分至晚上7點45分播出的綜藝節目時段。現時主要競爭對手有SBS的《Running Man》／《家師父一體》及KBS2的《社長的耳朵是驢耳朵》／《超人歸來》。因MBC罷工事件，本時段內之所有節目均自2017年9月3日起無限期停播，11月19日復播。

## 歷史
1981年3月29日，《日晚之大長征》（／）開始放送；1988年11月27日，《星期天星期天夜晚》（／）接檔放送；2011年3月6日，《我們的日晚》（우리들의 일밤）接檔放送至2012年4月22日。2012年4月29日起更名為《日晚》（일밤）並沿用至今。

## 放送時間

### 韓國
以下時間以當地韓國標準時（UTC+9）為準
- 1981年3月29日－1988年11月20日（21:00－23:00，2小時）
- 1988年11月27日－1999年後半年（18:00－19:00，1小時）
- 1999年後半年－2004年（18:00－19:55，1小時55分鐘）
- 2004年－2006年（17:40－19:55，2小時15分鐘）
- 2006年－2007年5月20日（17:30－19:55，2小時25分鐘）
- 2007年5月27日－2011年2月20日（17:20－19:55，2小時35分鐘）
  - 2007年5月27日－2011年2月20日（17:20－18:40，1小時20分鐘，一部）
  - 2007年5月27日－2011年2月20日（18:50－19:55，1小時10分鐘，二部）
- 2011年3月6日－2011年8月21日（17:20－19:55，2小時35分鐘）
- 2011年8月28日－2012年4月22日（17:10－19:55，2小時45分鐘）
  - 2011年8月28日－2012年4月22日（17:10－18:00，50分鐘，一部）
  - 2011年8月28日－2012年4月22日（18:00－19:55，1小時55分鐘，二部）
- 2012年4月29日－2012年10月14日（17:10－19:55，2小時45分鐘）
  - 2012年4月29日－2012年10月14日（17:10－18:20，1小時10分鐘，一部）
  - 2012年4月29日－2012年10月14日（18:20－19:55，1小時35分鐘，二部）
- 2012年10月21日－2012年12月30日（17:00－19:55，2小時55分鐘）
- 2013年1月21日－2012年5月26日（16:55－19:50，2小時40分鐘）
  - 2013年1月6日－2013年5月26日（16:55－18:10，1小時15分鐘，一部）
  - 2013年10月6日－2013年5月26日（18:25－19:50，1小時25分鐘，二部）
- 2013年6月2日－2014年3月16日（16:55－19:55，3小時）
- 2014年3月21日－2014年4月13日（16:20－19:55，3小時35分鐘）
- 2014年4月27日－2017年4月2日（16:50－19:55，3小時5分鐘）
  - 2014年4月27日－2017年4月2日（16:50－18:45，1小時55分鐘，一部）
  - 2014年4月27日－2017年4月2日（18:45－19:55，1小時10分鐘，二部）
- 2017年4月9日－2018年10月14日（16:50－19:55，3小時5分鐘）
  - 2017年4月9日－2018年10月14日（16:50－17:50，1小時，一部）
  - 2017年4月9日－2018年10月14日（17:50－18:45，55分鐘，二部）
  - 2017年4月9日－2018年10月14日（18:45－19:55，1小時10分鐘，三部）
- 2018年10月21日－2018年12月30日（16:50－19:50，3小時）
  - 2018年10月21日－2018年12月30日（16:50－17:50，1小時，一部）
  - 2018年10月21日－2018年12月30日（17:50－18:30，40分鐘，二部）
  - 2018年10月21日－2018年12月30日（18:30－19:50，1小時20分鐘，三部）
- 2019年1月6日－2019年6月9日（17:00－19:55，2小時55分鐘）
  - 2019年1月6日－2019年6月9日（17:00－17:50，50分鐘，一部）
  - 2019年1月6日－2019年6月9日（17:50－18:35，45分鐘，二部）
  - 2019年1月6日－2019年6月9日（18:35－19:55，1小時20分鐘，三部）
- 2019年6月16日－2019年8月11日（17:00－18:45，1小時45分鐘）
- 2019年8月18日－2019年11月17日（17:00－19:55，2小時55分鐘）
  - 2019年6月16日－2019年11月17日（17:00－18:30，1小時30分鐘，一部）
  - 2019年6月16日－2019年11月17日（18:30－19:55，1小時25分鐘，二部）
- 2019年11月24日－2019年12月1日（17:00－18:30，1小時30分鐘）
- 2019年12月8日－2020年1月12日（18:10－19:55，1小時45分鐘）
- 2020年1月19日（18:20－19:45，1小時35分鐘）
- 2020年1月26日－2020年5月17日（17:00－19:55，2小時55分鐘）
  - 2020年1月26日－2020年5月17日（17:00－18:20，1小時20分鐘，一部）
  - 2020年1月26日－2020年5月17日（18:20－19:55，1小時35分鐘，二部）
- 2020年5月24日－2020年6月14日（18:20－19:45，1小時35分鐘）
- 2020年6月21日－2020年6月28日（18:15－19:55，1小時40分鐘）
- 2020年7月5日－至今（18:20－19:45，1小時35分鐘）

## 當前節目

### 神秘音樂秀：蒙面歌王
- 放送日期：2015年4月5日至今
- 主持：金聖柱
- 主演：金九拉及眾歌手們

神秘音樂秀：蒙面歌王（미스터리 음악쇼 복면가왕）是一部音樂綜藝節目，參賽者需載上面具以隱藏年齡、身分、職業及知名度，並只靠聲音來進行競賽。

## 過往節目

### 物以類聚
- 放送日期：2020年1月26日－2020年5月17日
- 主演：朴明洙、殷志源、印喬鎮、張聖圭、李龍眞、河昇鎮、黃光熙、李洙赫、鄭赫、金聖圭

### 眾籌
- 放送日期：2019年8月19日－2019年11月17日
- 主演：柳喜烈、劉俊相、盧弘喆、劉寅娜、張度練

眾籌（같이펀딩）是一部將有商業價值的創意通過觀眾的眾籌實現的綜藝節目。

### Gashinas
- 放送日期：2019年5月19日－2019年6月9日
- 主演：文素利、陸重烷、磪有情、秀斌、宋雨琦、Yves (本月少女)、張東尹

### 窮民丈夫
- 放送日期：2018年10月21日－2019年5月12日
- 主演：車仁杓、金勇萬、權五重、安貞桓、趙泰寬

### 空腹者們
- 放送日期：2018年9月30日－2018年10月14日
- 主演：金淑、盧弘喆等

### Dunia：初次遇見的世界
- 放送日期：2018年6月3日－2018年9月23日
- 主演：鄭允浩、鄭惠成、Luda、權玄彬、Sam Okyere、Don Spike、具子成（朝鲜语：구자성）、HANSEL、Austin Kang、DinDin、朴俊炯、李美珠

### 奧地的魔法師
- 放送日期：2017年7月30日－2018年5月27日
- 主演：金秀路、尹正秀、嚴基俊、金泰源（朝鲜语：김태원 (음악인)）、崔民勇、Niel、金秦禹

### 隱秘而偉大
- 放送日期：2016年12月24日－2017年5月21日
- 主演：尹鍾信、李秀根、希澈、李國主、John Park

### 真正的男人
- 放送日期：2013年4月14日－2016年11月27日
- 主演：金秀路、徐京錫（朝鲜语：서경석 (희극인)）、Sam Hammington、朴建炯、千正明、K.Will、Henry、Mir（中途退出）、柳秀榮（中途退出）、張赫（中途退出）、朴炯植（中途退出）[2][3][4][5][6]。

### Animals
- 放送日期：2015年1月25日－2015年3月29日
- 主演：朴俊炯、俞利、銀赫、尹度玹、張東民、金俊鉉、康男、趙在允、郭東延、Don Spike

Animals（애니멀즈）是一部記錄明星們與各種動物一起生活的綜藝節目。

### 爸爸！我們去哪裡？
- 放送日期（第一季）：2013年1月6日－2014年1月19日
- 放送日期（第二季）：2014年1月26日－2015年1月18日
- 主演（第一季）：成東鎰、金聖柱、李鐘赫、宋鍾國、尹敏洙、李笛（旁白）[9][10]
- 主演（第二季）：成東鎰、金聖柱、柳鎮、安貞桓、尹敏洙、金振彪（朝鲜语：김진표 (가수)）、鄭雄仁、李鐘赫（旁白）[11]

爸爸！我們去哪裡？（아빠! 어디가?）是一部由五位明星父親與自己的子女一起到郊外村莊旅遊的綜藝節目。

### 魔術演唱會－這是魔術
- 放送日期：2012年12月2日－2013年4月7日
- 主演：朴明洙、鄭埻夏、朴芝潤、崔賢宇（朝鲜语：최현우 (1978년)）

魔術演唱會－這是魔術（매직콘서트 이것이 마술이다）是一部魔術表演節目，由世界各地而至的魔術師們與韓國魔術師崔賢宇進行對決。

### 我是歌手
- 放送日期：2011年3月6日－2012年2月19日、2012年4月29日－2012年12月30日、2015年1月30日－2015年4月24日
- 主演：眾歌手們

我是歌手（나는 가수다）是一部音樂競技真人秀節目，採用適者生存的原則，歌手們演唱後，會由聽眾所組成之評審團決定其去留。每周放送會淘汰一人並由其他歌手填補空缺。

#### 我是歌手（第一季）
- 放送日期：2011年3月6日－2012年2月19日
- 主持：李素羅、尹度玹、尹鍾信
- 主演：眾歌手們

#### 我是歌手（第二季）
- 放送日期：2012年4月29日－2012年12月30日
- 主持：李恩美（朝鲜语：이은미 (1966년)）、鄭進永、朴明洙、盧弘喆、朴恩智
- 主演：眾歌手們[12]

#### 我是歌手（第三季）
- 放送日期：2015年1月30日－2015年4月24日
- 主持：朴正炫
- 主演：眾歌手們

### 勝負之神
- 放送日期：2012年8月19日－2012年11月25日
- 主演：金勇萬、卓在勳、金秀路、盧弘喆、金娜憐、李載允、張佑赫、Muzie、池相烈[13]

### 男心女心
- 放送日期：2012年3月18日－2012年6月10日
- 主演：鄭埻夏、吳萬石、李準、姜東浩、天地（TEEN TOP）、丁善姬（朝鲜语：정선희）、尹晶喜、申奉仙、崔松賢、鄭恩地

男心女心（남심여심）是一部男女明星互換角色後，嘗試異性生活的綜藝節目。

### 夢境與田野
- 放送日期：2012年3月18日－2012年4月15日
- 主演：池相烈、李敬實（朝鲜语：이경실）、金台鉉（朝鲜语：김태현 (희극인)）、鄭珠莉（朝鲜语：정주리）、李準、崔貞允

### Lulu Lala
- 放送日期：2011年12月11日－2012年2月19日
- 主演：金健模、金勇萬、池相烈、鄭亨敦、趙PD（朝鲜语：조PD）、金信英、朴奎利、G.NA、方容國（B.A.P）[14]

Lulu Lala（룰루랄라）是一部音樂治療綜藝節目。

### 隨風而去
- 放送日期：2011年10月2日－2011年12月4日
- 主演：任宰範、金英浩、李浚赫、池相烈、NUCK（朝鲜语：넋업샨）、李浩俊、河光焄（朝鲜语：하광훈）[14]

隨風而去（바람에 실려）是一部街頭音樂綜藝節目，出演者們會遠赴美國展示及了解音樂。

### 新入社員
- 放送日期：2011年10月2日－2011年12月4日
- 主演：吳尚津、文智愛（朝鲜语：문지애）、孫貞恩（朝鲜语：손정은 (아나운서)）、趙炯基、鄭亨敦、吉成俊、Simon D[15]

新入社員（신입사원）是為慶祝MBC電視台創社50周年而製作的一部播音員試鏡及招募節目。

### 熱血兄弟
- 放送日期：2010年3月28日－2011年2月20日
- 主演：卓在勳、朴明洙、朴徽淳、Tony An、Simon D、李起光

### 享受今天
- 放送日期：2010年8月22日－2011年2月20日
- 主演：申鉉濬、鄭俊鎬、金聖柱、徐芝釋、金鉉哲、鄭亨敦、利特、孔炯軫、勝利

享受今天（오늘을 즐겨라）是以生活中的小樂趣為主題的一部綜藝節目。

### 甘霖
- 放送日期：2009年12月6日－2010年8月15日
- 主演：金勇萬、金鉉哲、安英美、尹斗俊、鄭亨敦、Marcos、趙東赫

### 我們的爸爸
- 放送日期：2009年12月6日－2010年5月30日
- 主演：申東燁、金九拉、鄭佳恩、黃正音

我們的爸爸（우리 아버지）是以作為子女的我們，鼓勵為家辛勞的爸爸為主題的一部綜藝節目。

### 我們結婚了
- 放送日期：2008年3月16日－2017年5月13日
- 主演：參見我們結婚了#夫婦列表

### 獵人們
- 放送日期：2009年12月6日－2010年3月21日
- 主演：李輝宰、朴明洙、千明勳、張東民、劉相務（朝鲜语：유상무）、朴徽淳、俞世潤、鄭容和、All Lise Band（朝鲜语：올라이즈 밴드）

### 哥哥樂隊
- 放送日期：2009年6月21日－2009年10月25日
- 主演：申東燁、卓在勳、劉永碩（朝鲜语：유영석）、金九拉、晟敏、金政模（朝鲜语：김정모）、徐寅永（朝鲜语：서인영）、洪京民

### 富礦
- 放送日期：2009年8月9日－2009年10月25日
- 主演：金濟東、申廷煥、李成真（朝鲜语：이성진 (가수)）、朴載範、趙惠蓮、趙權、金娜憐、洪京民、鄭龍珠

### Quiz Prince
- 放送日期：2009年5月6日－2009年6月
- 主演：金勇萬、卓在勳、金九拉、申東燁、申廷煥、李赫宰

### 少女時代的恐怖電影製作廠
- 放送日期：2009年5月3日－2009年6月14日
- 主演：少女時代、趙惠蓮、俞世潤、金信英、李凡秀

### 大望
- 放送日期：2009年3月29日－2009年4月19日
- 主演：金勇萬、卓在勳、金九拉、申廷煥、李赫宰

大望（대망）是一部記錄主持人生涯的實況真人秀。

### 改變世界的Quiz
- 放送日期：2008年5月25日－2009年3月22日、2009年4月4日－2015年11月6日
- 主演：朴美善、申東燁、李輝宰、金九拉、溫朱莞、徐睿知

改變世界的Quiz（세상을 바꾸는 퀴즈）是一部問答比賽及訪談融為一體的綜藝節目。

### 隱藏攝影機
- 放送日期：1991年4月－1992年11月8日、2005年4月4日－2007年11月4日、2016年12月－待查
- 主演：李敬揆

### 來玩經濟吧
- 放送日期：待查
- 主演：金勇萬、趙炯基、吳尚津

### 童顏俱樂部
- 放送日期：2006年4月－2008年3月
- 主演：李輝宰、朴明洙、鄭亨敦

### 偉大的挑戰
- 放送日期：待查
- 主演：李敬揆、金勇萬、朴修弘、尹正秀、趙炯基、李胤錫（朝鲜语：이윤석 (희극인)）

### 大腦倖存者
- 放送日期：2002年7月－2005年4月
- 主演：趙炯基、梁澤助（朝鲜语：양택조）、徐守男（朝鲜语：서수남）、尹茂夫（朝鲜语：윤무부）、尹文植（朝鲜语：윤문식）、金興國（朝鲜语：김흥국）、金愛敬、鄭元光（朝鲜语：정원관）

## 獎項
| 年份   | 頒獎禮             | 部門                         | 得獎者或作品         | 備註                  |
| 2001年 | 第37屆百想藝術大賞 | 男子最優秀演技獎（喜劇演員） | 金容滿               | 日晚                  |
| 2002年 | 第38屆百想藝術大賞 | 電視部門 綜藝作品大獎        | 日晚                 |                       |
| 2004年 | 第31屆韓國放送大賞 | TV綜藝節目 優秀作品獎        | 日晚                 |                       |
| 2008年 | MBC演藝大賞        | 最佳情侶獎                   | 皇甫惠貞、金賢重     | 我們結婚了 S1         |
| 2009年 | MBC演藝大賞        | 最佳情侶獎                   | 尹施允、申世景       | 穿透屋頂的High Kick！ |
| 2010年 | MBC演藝大賞        | 最佳情侶獎                   | 趙權、孫佳人         | 我們結婚了 S2         |
| 2011年 | MBC演藝大賞        | 大賞                         | 日晚、我是歌手 S1    |                       |
| 2013年 | MBC演藝大賞        | 大賞                         | 爸爸！我們去哪裡？   |                       |
| 2013年 | 第49屆百想藝術大賞 | 電視部門 綜藝節目作品獎      | 爸爸！我們去哪裡？   |                       |
| 2014年 | MBC演藝大賞        | 最佳情侶獎                   | 宋再臨、金昭誾       | 我們結婚了 S4         |
| 2015年 | MBC演藝大賞        | 最佳情侶獎                   | 陸星材、朴秀英       | 我們結婚了 S4         |
| 2015年 | 第42屆韓國放送大賞 | TV綜藝節目                   | 神秘音樂秀：蒙面歌王 |                       |
| 2015年 | 第42屆韓國放送大賞 | TV主持人獎                   | 金成柱               | 神秘音樂秀：蒙面歌王  |
| 2016年 | MBC演藝大賞        | Variety部門 人氣獎           | 韓惠珍               | 我獨自生活            |
| 2016年 | MBC演藝大賞        | Variety部門 人氣獎           | 曹世鎬、曹璐         | 我們結婚了 S4         |
| 2016年 | MBC演藝大賞        | 最佳團隊獎                   | 神秘音樂秀：蒙面歌王 |                       |
| 2016年 | MBC演藝大賞        | 最佳情侶獎                   | Eric Nam、金容仙     | 我們結婚了 S4         |
| 2016年 | 第52屆百想藝術大獎 | 電視部門 綜藝節目作品獎      | 神秘音樂秀：蒙面歌王 |                       |
| 2016年 | 第43屆韓國放送大賞 | 歌手獎                       | 河鉉雨               | 神秘音樂秀：蒙面歌王  |
| 2017年 | MBC演藝大賞        | 最佳團隊獎                   | 奧地的魔法師         |                       |
| 2017年 | MBC演藝大賞        | 最佳新人獎                   | 韓彩英               | 奧地的魔法師          |

## 外部連結
- 《日晚》官方網站
- 《神秘音樂秀：蒙面歌王》官方網站
- 《奧地的魔法師》官方網站
- 《真正的男人》官方網站
- 《隱秘而偉大》官方網站
- 《爸爸！我們去哪裡？》官方網站
- 《我們結婚了》官方網站